# Aljoschkino (Kaliningrad)
Aljoschkino (russisch Алёшкино, deutsch Albrechtau) ist ein Ort in der russischen Oblast Kaliningrad. Er gehört zur kommunalen Selbstverwaltungseinheit Munizipalkreis Osjorsk im Rajon Osjorsk.

## Geographische Lage
Aljoschkino liegt 19 Kilometer südwestlich der Rajonstadt Osjorsk (Darkehmen/Angerapp) wenige hundert Meter nördlich der Regionalstraße 27A-025 (ex R508). Vor 1945 war der Ort Bahnstation an der Strecke von Insterburg (russisch: Tschernjachowsk) über Warnascheln (1938–1945 Warnheide) nach Piontken (1938–1945 Waldkerme, russisch nach 1945: Kasatschje) der Insterburger Kleinbahnen.

## Geschichte
Im Jahre 1818 hatte das Gutsdorf Albrechtau gerade einmal 14 Einwohnern. Bis 1863 steigerte sich die Einwohnerzahl auf 166. Am 6. April 1874 wurde der Gutsbezirk Albrechtau dem neu gebildeten Amtsbezirk Carpowen (1928–1939 Karpowen, 1939–1945 Karpauen) mit Sitz in Groß Carpowen (1928–1939 Groß Karpowen, 1938–1945 Karpauen, heute russisch: Nekrassowo) im Kreis Darkehmen zugeordnet. 1905 lebten in sechs Häusern 110 Menschen in Albrechtau. Am 30. September 1928 schlossen sich die Gutsbezirke Albrechtau und Lehnthal (russisch nach 1945: Cholmy, nicht mehr existent) zur neuen Landgemeinde Albrechtau zusammen, die 1933 154 und 1939 157 Einwohner zählte.
Im Januar 1945 wurde der Ort von der Roten Armee besetzt. Die neue Polnische Provisorische Regierung ging zunächst davon aus, dass er mit dem gesamten Kreis Darkehmen (Angerapp) unter ihre Verwaltung fallen würde. Im Potsdamer Abkommen (Artikel VI) von August 1945 wurde die neue sowjetisch-polnische Grenze aber unabhängig von den alten Kreisgrenzen anvisiert, wodurch der Ort unter sowjetische Verwaltung kam. Die polnische Umbenennung des Ortes in Olbrachtowo im November 1946 wurde (vermutlich) nicht mehr wirksam. Im November 1947 erhielt der Ort den russischen Namen Aljoschkino und wurde gleichzeitig dem Dorfsowjet Oljochowski selski Sowet im Rajon Osjorsk zugeordnet. 1954 gelangte der Ort in den Nowostrojewski selski Sowet und vermutlich etwa 1963 dann in den Nekrassowski selski Sowet. Von 2008 bis 2014 gehörte Aljoschkino zur Landgemeinde Nowostrojewskoje selskoje posselenije, von 2015 bis 2020 zum Stadtkreis Osjorsk und seither zum Munizipalkreis Osjorsk.

## Kirche
Mit seiner fast ausnahmslos evangelischen Einwohnerschaft war Albrechtau vor 1945 in das Kirchspiel Karpowen (1938–1946 Karpauen) eingepfarrt. Es gehörte zum Kirchenkreis Darkehmen (1938–1946 Angerapp, seit 1946: Osjorsk) in der Kirchenprovinz Ostpreußen der Kirche der Altpreußischen Union.
Der letzte deutsche Geistliche war Ernst Salkowski.
Nachdem in der Zeit der Sowjetunion alles kirchliche Leben untersagt war, bildeten sich erst in den 1990er Jahren wieder evangelische Gemeinden in der Oblast Kaliningrad. Albrechtau liegt im Einzugsbereich der Kirchenregion (= Kirchspiel) Gussew (Gumbinnen) innerhalb der Propstei Kaliningrad der Evangelisch-Lutherischen Kirche Europäisches Russland (ELKER).  